# 7400

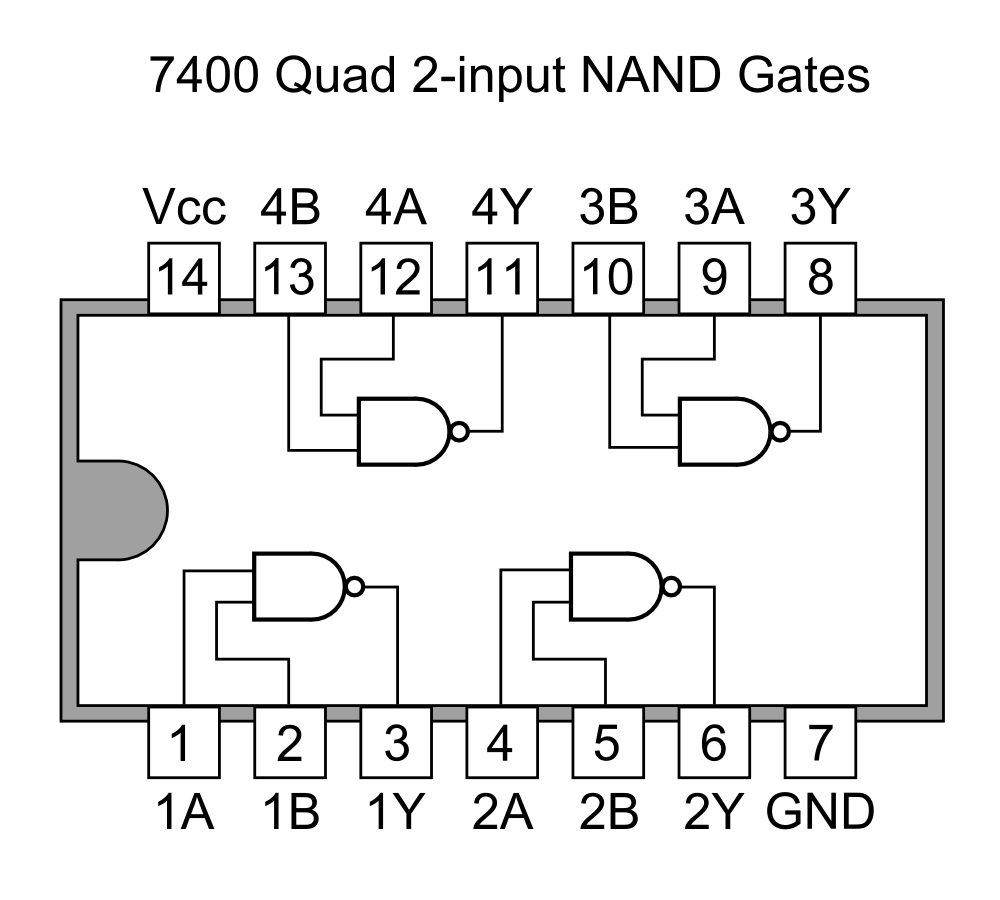
Układ SN 7400

SN 7400 – jeden z pierwszych cyfrowych układów scalonych, pierwotnie produkowany przez firmę Texas Instruments, wykonany w technologii TTL. Zawiera cztery dwuwejściowe bramki logiczne NAND. Istnieje również w wersjach: szybkiej (SN 74S00) i niskoprądowej (SN 74LS00), wykorzystujących tranzystory Schottky’ego, a także w wersjach CMOS serii HC i HCT. Szczegółowe oznaczenia literowe zależą od wersji i producenta; przykładowo, w Polsce układ ten był produkowany przez firmę CEMI pod nazwą UCY 7400. W czasach dominacji technologii TTL, a zatem na przełomie lat 70. i 80., był to jeden z podstawowych elementów tworzących cyfrowe układy elektroniczne.

## Dane techniczne
|     |                                              | MIN  | NOM | MAX  | jednostka |
| --- | -------------------------------------------- | ---- | --- | ---- | --------- |
| UCC | napięcie zasilania                           | 4,75 | 5   | 5,25 | V         |
| UIH | napięcie wejściowe w stanie wysokim          | 2    |     |      | V         |
| UIL | napięcie wejściowe w stanie niskim           |      |     | 0,8  | V         |
| IOH | natężenie prądu wyjściowego w stanie wysokim |      |     | −0,4 | mA        |
| IOL | natężenie prądu wyjściowego w stanie niskim  |      |     | 16   | mA        |
| TA  | zakres temperatury pracy                     | 0    |     | 70   | °C        |

| parametr | warunki testowania | warunki testowania | warunki testowania | MIN | TYP | MAX  | jednostka |
| -------- | ------------------ | ------------------ | ------------------ | --- | --- | ---- | --------- |
| UIK      | UCC = MIN          | I = −12 mA         | I = −12 mA         |     |     | −1,5 | V         |
| UOH      | UCC = MIN          | UIL = 0,8 V        | IOH = −0,4 mA      | 2,4 | 3,4 |      | V         |
| UOL      | UCC = MIN          | UIH = 2 V          | IOL = 16 mA        |     | 0,2 | 0,4  | V         |
| I        | UCC = MAX          | UI = 5,5 V         | UI = 5,5 V         |     |     | 1    | mA        |
| IIH      | UCC = MAX          | UI = 2,4 V         | UI = 2,4 V         |     |     | 40   | μA        |
| IIL      | UCC = MAX          | UI = 0,4 V         | UI = 0,4 V         |     |     | −1,6 | mA        |
| IOS      | UCC = MAX          | UCC = MAX          | UCC = MAX          | −18 |     | −55  | mA        |
| ICCH     | UCC = MAX          | UI = 0 V           | UI = 0 V           |     | 4   | 8    | mA        |
| ICCL     | UCC = MAX          | UI = 4,5 V         | UI = 4,5 V         |     | 12  | 22   | mA        |

| parametr | warunki testowania | warunki testowania | TYP | MAX | jednostka |
| -------- | ------------------ | ------------------ | --- | --- | --------- |
| tPLH     | RL = 400 Ω         | CL = 15 pF         | 11  | 22  | ns        |
| tPHL     | RL = 400 Ω         | CL = 15 pF         | 7   | 15  | ns        |

## Układy testowe
| parametr | wejście A                     | wejście B | wyjście Y                                     | zasilanie | wskazanie miernika                     |
| -------- | ----------------------------- | --------- | --------------------------------------------- | --------- | -------------------------------------- |
| UOLmax   | UIHmin                        | UIHmin    | równolegle źródło prądowe IOLmax i woltomierz | UCCmin    | układ działa poprawnie jeżeli ≤ UOLmax |
| IOLmax   | UIHmin                        | UIHmin    | równolegle źródło prądowe IOLmax i woltomierz | UCCmin    | układ działa poprawnie jeżeli ≤ UOLmax |
| UOHmin   | UIH                           | UILmax    | równolegle źródło prądowe IOHmax i woltomierz | UCCmin    | układ działa poprawnie jeżeli ≥ UOHmin |
| IOHmin   | UIH                           | UILmax    | równolegle źródło prądowe IOHmax i woltomierz | UCCmin    | układ działa poprawnie jeżeli ≥ UOHmin |
| IILmax   | UIL szeregowo z amperomierzem | UIH       | otwarte                                       | UCCmax    | układ działa poprawnie jeżeli ≤ IILmax |
| IIHmax   | UIH szeregowo z amperomierzem | UIL       | otwarte                                       | UCCmax    | układ działa poprawnie jeżeli ≤ IIHmax |